# Kill Switch
Kill Switch (Brasil: Caçada Explosiva / Portugal: Pronto a Matar) é um filme estadunidense de 2008 do gênero ação, dirigido por Jeff F. King e estrelado por Steven Seagal.

## Sinopse
O Detetive Jacob Stillwell (Steven Seagal) é um dos mais reconhecidos detetives da divisão de homicídios. Seu jeito nada convencional de prender os bandidos e fazer justiça se torna uma espécie de lenda entre a corporação, pelo menos até seu último trabalho. O policial agora precisa caçar um assassino extremamente perigoso e sem medo da lei que tem transformado a vida de uma cidade. O crime gira em torno deste homem e o desejo do detetive em prender o bandido o levará para um lado sujo, repleto de violência.